# Gérard Surugue
Pour les articles homonymes, voir Surugue.
Gérard Surugue, né le 12 mars 1946, est un acteur français.
Ayant joué quelques rôles au cinéma et à la télévision, il est notamment spécialisé dans le domaine du doublage, plus particulièrement dans l'animation et les jeux vidéo.
Il est connu pour être la voix actuelle du personnage des Looney Tunes Bugs Bunny depuis 1996, remplaçant de ce fait Guy Piérauld. Dans l'animation il est également devenu la voix française de Droopy dans les années 2000, celle de Garfield à partir de 2008 et a prêté sa voix à Joe Dalton dans Les Nouvelles Aventures de Lucky Luke ou encore Rubilax dans Wakfu.

## Biographie
Du côté des films et téléfilms, il joue dans Il y a des jours... et des lunes de Claude Lelouch sorti en 1990.
Il incarne le père de Laurent Ournac dans l'émission Mon incroyable fiancé diffusée en 2005 sur la chaîne TF1.
Du côté du doublage, Gérard Surugue est la voix française du personnage des Looney Tunes Bugs Bunny depuis 1996. C'est sur les conseils de la directrice artistique Nathalie Raimbault qu'il doublera le personnage dans le film Space Jam. Depuis, il prêtera sa voix au personnage dans toutes les séries d'animation et également dans les anciennes sorties auparavant où il apparait, remplaçant de ce fait Guy Piérauld. Il doublera 25 ans plus tard dans la suite de Space Jam, baptisée Space Jam : Nouvelle Ère au studio Dubbing Brothers de Seine-Saint-Denis,.
« J’étais dans une série qui s’appelait "CHiPs" », explique-t-il. « Je faisais un personnage… Ce n’est pas le personnage principal, mais un grand rouquin qui était sympa à faire. C’était mon tout premier doublage, et puis après bon… Boule de neige. Ils voulaient changer de toutes façons tous les Bugs Bunny européens quand Mel Blanc est mort aux États-Unis. Quand je déconne, j’ai un peu la voix que Guy Piérauld avait, donc pour la continuité du personnage, ils m’ont dit : "C’est toi qui vas le faire." Voilà. Au bout de six mois. »
Dans les autres doublages de séries d'animation, il a également prêté sa voix à plusieurs personnages dont Wargreymon et Leomon dans Digimon Adventure sorti en 2000. Il a aussi doublé Droopy des séries de Tex Avery, mais aussi Joe Dalton dans Les Nouvelles Aventures de Lucky Luke de 2001.
Dans le jeu vidéo, il est notamment la voix du colonel Victor Hoffman dans la franchise Gears of Wars et de Gol dans Jak and Daxter: The Precursor Legacy. Il prête régulièrement sa voix à l'acteur Richard Kind depuis Spin City. Il est également doubleur de la voix de Shéogorath dans The Elder Scrolls IV: Oblivion.

## Filmographie sélective

### Cinéma
- 1977 : La Question de Laurent Heynemann : Le Parisien
- 1979 : À nous deux de Claude Lelouch
- 1979 : Le Mors aux dents de Laurent Heynemann : Tody
- 1981 : Le jour se lève et les conneries commencent de Claude Mulot
- 1983 : L'Indic de Serge Leroy
- 1985 : Le Quatrième Pouvoir de Serge Leroy
- 1986 : Les Clowns de Dieu de Jean Schmidt : Un frère de la Côte du Rhône
- 1986 : Mon beau-frère a tué ma sœur de Jacques Rouffio
- 1990 : Pacific Palisades de Bernard Schmitt : Rémi
- 1990 : Il y a des jours... et des lunes de Claude Lelouch

### Télévision
- 1974 : Bons Baisers de Tarzan, téléfilm de Pierre Desfons
- 1978 : Médecins de nuit de Philippe Lefebvre, épisode Christophe
- 1979 : Le Journal (mini-série)
- 1985 : Rancune tenace, série d'Emmanuel Fonlladosa
- 1985 : Les Enquêtes du commissaire Maigret, épisode Le Revolver de Maigret de Jean Brard : L'inspecteur Leroy
- 1990 : Commissaire Moulin - épisode Les buveurs d'eau d'Yves Rénier : Le buveur d'eau #3
- 1991 : Cas de divorce - épisode Fortier contre Fortier : Le docteur Laurent Julien
- 1994 : Premiers Baisers - épisode 266 et 267 : Mr Jojo
- 1995 : Le Collège des cœurs brisés - épisode Un orage d'enfer d'Olivier Altman : Noé
- 2001 : Julie Lescaut - épisode : Récidive de Vincent Monnet : Guzman
- 2004 : Gloire et Fortune : La grande imposture (mini-série) : Le producteur
- 2005 : Mon incroyable fiancé (mini-série) : Le père du fiancé

## Doublage

### Cinéma

#### Films
- Martin Klebba dans :
  - Pirates des Caraïbes : La Malédiction du Black Pearl (2003) : Marty
  - Pirates des Caraïbes : Le Secret du coffre maudit (2006) : Marty
  - Pirates des Caraïbes : Jusqu'au bout du monde (2007) : Marty
  - Blanche-Neige (2012) : le Boucher
  - Le Chaos (2014) : Melvin Weir
  - Pirates des Caraïbes : La Vengeance de Salazar (2017) : Marty
- Richard Kind dans :
  - Le Grand Stan (2008) : Mal
  - Au-delà (2010) : Christos Audreou
  - Monk, le retour (2023) : le directeur funéraire
- Tom Kenny dans :
  - Transformers 2 : La Revanche (2009) : Wheelie (voix)
  - Transformers 3 : La Face cachée de la Lune (2011) : Wheelie (voix)
  - Transformers: The Last Knight (2017) : Wheelie (voix)
- Steve Schirripa dans :
  - Bulletproof Gangster (2011) : Mike Frato
  - Wonder Wheel (2017) : Nick
- 1979 : Cuba : Faustino (Alejandro Rey)
- 1981 : La Grande Aventure des Muppets : Henderson, le garde de sécurité de la galerie Mallory (Michael Robbins), Statler (Richard Hunt) (voix), Oscar (Caroll Spinney) (voix)
- 1981 : Le Dragon du lac de feu : Horsrik (Roger Kemp)
- 1990 : Les Affranchis : voix additionnelle
- 1990 : Gremlins 2 : La Nouvelle Génération : un Gremlin (?) (voix)
- 1991[7] : Robin des Bois, prince des voleurs : Much (Jack Wild)
- 1993 : Dans la ligne de mire : voix additionnelle
- 1993 : Quatre mariages et un enterrement : voix additionnelle
- 1993 : Cœur sauvage : Jim (Joe Minjares)
- 1993 : Monsieur Nounou : Alex Mason, Sr. (Austin Pendleton)
- 1996 : Beautiful Girls : Stanley Womack (Pruitt Taylor Vince)
- 1996 : Space Jam : Bugs Bunny (Billy West) (voix)
- 1997 : Alien, la résurrection : Vriess (Dominique Pinon) (version longue)
- 1997 : Flubber : le commentateur sportif
- 1998 : Le Géant et moi : Eddie (Raymond O'Connor)
- 1999 : Mon Martien bien-aimé : Howard Greenly (Tom Hallick)
- 2000 : Presque célèbre : le légendaire Red Dog (Zack Ward)
- 2001 : L'Expérience : Shütte (Oliver Stokowski)
- 2002 : Men in Black 2 : un cafard (?)
- 2002 : Une nana au poil : Richie Spencer (Michael O'Keefe)
- 2002 : Le Seigneur des anneaux : Les Deux Tours : voix additionnelle
- 2003 : Inspecteur Gadget 2 : McKibble (John Batchelor)
- 2003 : Les Looney Tunes passent à l'action : Bugs Bunny (Joe Alaskey) (voix)
- 2003 : Confidence : Lloyd Whitworth (Donal Logue)
- 2003 : Elfe : Léon, le bonhomme de neige (Leon Redbone)
- 2004 : Une journée à New York : Tim Brooger (John Hemphill)
- 2005 : Goal! : Naissance d'un prodige : Mal Braithwaite (Gary Lewis)
- 2006 : World Trade Center : un pompier (John C. McGinley)
- 2006 : Garfield 2 : Preston (Richard E. Grant) (voix)
- 2007 : Mission Alcatraz : Cortez (Robert Madrid)
- 2007 : Harry Potter et l'Ordre du Phénix : le nain liftier (?)
- 2007 : Rise : Clyde Rawlins (Michael Chiklis)
- 2008 : Iron Man : le présentateur de Mad Money (?)
- 2009 : L'Enquête : Dr Isaacson (Tibor Feldman)
- 2009 : Watchmen : Les Gardiens : Big Figure (Danny Woodburn)
- 2009 : L'An 1 : Des débuts difficiles : Abraham (Hank Azaria)
- 2010 : Marmaduke : Carlos (George Lopez)
- 2010 : Wolfman : MacQueen (Clive Russell)
- 2010 : The Killer Inside Me : le shérif Bob Maples (Tom Bower)
- 2011 : Super 8 : M. Blakely (Jack Axelrod)
- 2011 : Green Lantern : voix additionnelle
- 2012 : Men in Black 3 : M. Wu (Keone Young)
- 2012 : Safe : Emile Docheski (Sandor Tecsy)
- 2013 : Twelve Years a Slave : le contremaître (Dickie Gravois)
- 2014 : Famille recomposée : Buster Bunny (Casey Luckey)
- 2014 : Taken 3 : l'agent Brooks (Jimmy Palumbo)
- 2014 : Annie : voix additionnelle
- 2015 : Ant-Man : le lapin en peluche (?)
- 2015 : Le Hobbit : Le Retour du roi du Cantal : voix additionnelles
- 2015 : Gunman : Terry Cox (Mark Rylance)
- 2016 : Batman v Superman : L'Aube de la justice : lui-même (Jon Stewart)
- 2016 : Le Fondateur : Jerry Cullen (Wilbur Fitzgerald)
- 2016 : Grimsby : Agent trop spécial : le chef du MI6 (Ian McShane)
- 2017 : Sandy Wexler : lui-même (Henry Winkler)
- 2017 : Miss Sloane : Bob Sanford (Chuck Shamata)
- 2017 : Wonder Woman : un soldat (?)
- 2018 : Super Troopers 2 : Charles Lloyd (Bruce McCulloch)
- 2019 : The Old Man and the Gun : Waller (Tom Waits)
- 2019 : Doctor Sleep : Bugs Bunny dans l'épisode des Looney Tunes que regarde Danny (voix)
- 2020 : Love and Monsters : Clyde Dutton (Michael Rooker)
- 2021 : Space Jam : Nouvelle Ère : Bugs Bunny (Jeff Bergman) (voix)
- 2021 : Jungle Cruise : le perroquet ( ? ) (voix)
- 2022 : Tic et Tac, les rangers du risque : Roger Rabbit (Charles Fleischer) et Pumbaa (Seth Rogen) (voix)
- 2023 : Ant-Man et la Guêpe : Quantumania : Dale (Gregg Turkington)

#### Films d'animation
- 1951[8] : Blanche-Neige et les sept chevaliers (court-métrage) : le Soleil / un chevalier
- 1954[9] : L'Antilope d'or (court-métrage) : le serviteur du maharadjah
- 1955[10] : La Belle et le Clochard : un chien à la fourrière municipale
- 1956[11] : Le Vilain Petit Canard (court-métrage) : voix additionnelles
- 1959[12] : Pinocchio et la clé d'or : Basilio le chat, M. Grillon, le crapaud, la vieille marionnette
- 1977[13] : Bugs Bunny : Joyeuses Pâques (en) : Bugs Bunny
- 1979 : Bugs Bunny, Bip Bip : Le Film-poursuite : Bugs Bunny (2d doublage, 2001)
- 1981 : Le Monde fou, fou, fou de Bugs Bunny : Bugs Bunny (2d doublage, 2001)
- 1985 : L'Épée de Kamui : vieil homme (2d doublage)
- 1987 : La Cité Interdite : narrateur (1er doublage, 1991)
- 1988 : Scooby-Doo et l'École des sorcières : Colonel Calloway, Amadou, Papa Dracula, Papa Momie, Papa Fantôme, un vautour
- 1993 : Les Mille et Une Farces de Pif et Hercule : Hercule
- 1995 : Le Vent dans les saules[14] : le juge
- 1997 : Les Saules en hiver : Ventru / le juge
- 1997 : James et la Pêche géante : le ver de terre
- 1998 : Mulan : un soldat de Shan-Yu
- 1998 : Le Monde magique de la Belle et la Bête : Mine, le gant bleu
- 1999 : 1 001 Pattes : Pan-Pan, voix additionnelles
- 1999 : Buster et Junior : Fritz, joueur de tuba, souris hystérique
- 2000 : Titi et le Tour du monde en 80 chats : Bugs Bunny
- 2000 : Dragon Ball : L'Armée du Ruban Rouge : Tortue Géniale / No 8
- 2001 : Barbie dans Casse-noisette : Pimm
- 2001 : Digimon, le film : Wargreymon / Raidramon
- 2001 : Les Razmoket à Paris, le film : le DJ de la noce
- 2002 : Barbie, princesse Raiponce : Otto
- 2002 : La Planète au trésor : Un nouvel univers : M. La Lorgnette
- 2002 : La Famille Delajungle, le film : Reggie l'écureuil, le rhinocéros
- 2002 : Tom et Jerry et l'Anneau magique : Droopy, Harry
- 2002 : Peter Pan 2 : Retour au Pays imaginaire : voix additionnelles
- 2002 : Balto 2 : La Quête du loup : un loup de la meute
- 2002 : Les 101 Dalmatiens 2 : Sur la trace des héros : un photographe
- 2003 : Le Livre de la jungle 2 : Flaps, le vautour blond
- 2003 : Le Monde de Nemo : Enclume, le requin-marteau
- 2004 : Gang de requins : le commentateur de la course d'hippocampes
- 2004[15] : Mind Game : le vieillard
- 2005 : Barbie et le Cheval magique : Ferris
- 2006 : Astérix et les Vikings : Agecanonix, un Viking
- 2006 : L'Âge de glace 2 : Tony La Tchatche
- 2006 : Frère des ours 2 : Bering
- 2006 : Bambi 2 : le Porc-épic
- 2006 : Le Noël des Looney Tunes : Bugs Bunny
- 2006 : Cool attitude, le film : voix additionnelles
- 2006 : The Wild : Scab, le vautour
- 2007 : Blanche-Neige, la suite : les sept nains
- 2007 : Les Contes de Terremer : le Capitaine
- 2008 : Horton : le président du Conseil général
- 2008 : Un été avec Coo : le père de Coo, le chien, voix diverses
- 2009 : Barbie présente Lilipucia : Myron
- 2010 : Tom et Jerry : Élémentaire, mon cher Jerry : Droopy
- 2011 : Rango : Merrimack
- 2012 :  Tom et Jerry : L'Histoire de Robin les bois : Frère Droopy
- 2013 : Hôtel Transylvanie : une tête réduite
- 2013 : Fairy Tail, le film : La Prêtresse du Phœnix : Gran Doma
- 2013 : Tom et Jerry : Le Haricot géant : Droopy
- 2013 : Les Schtroumpfs et la Légende du cavalier sans tête : Grand Schtroumpf
- 2014 : Patéma et le monde inversé : l'ancien
- 2015 : Tom et Jerry : Mission espionnage : Droopy, voix additionneles
- 2015 : Looney Tunes : Cours, lapin, cours : Bugs Bunny
- 2015 : Scooby-Doo et le Monstre de l'espace : Zip Elvin
- 2016 : Zootopie : Woolter
- 2017 : Lego Batman, le film : Bane
- 2017 : Coco : le douanier et un musicien
- 2017 : Tom et Jerry au pays de Charlie et la chocolaterie : le journaliste qui interviewe Mike Teavee / Droopy
- 2018 : Pachamama : voix additionnelles
- 2019 : Nicky Larson Private Eyes : le professeur
- 2020 : Animal Crackers : Mario Zucchini
- 2022 : Bob's Burgers, le film : Calvin Fishoeder, Teddy et le sergent Bosco
- 2022 : Tom et Jerry au pays des neiges : Narrateur et Butch le chat

### Télévision

#### Téléfilms
- 1987 : Les Roses rouges de l'espoir : Brian Osborne (Morgan Stevens (en))
- 1996 : Les Voyages de Gulliver : Flimnap le trésorier (John Wells) (mini-série)
- 2003 : À nous de jouer (en) : M. Simowitz, le coach (Ron Gabriel)
- 2004 : Allan Quatermain et la Pierre des ancêtres : un magistrat britannique (Ronald France) (mini-série)
- 2005 : Fausses Disparitions : le lieutenant Conroy (Glenn Herrera)
- 2021 : Noël entre sœurs : le capitaine Ron (Ritchie Montgomery)

#### Téléfilms d'animation
- 2007 : Reviens, Garfield ! : Garfield (TV) / Randy
- 2008 : Garfield, champion du rire : Garfield
- 2009 : Super Garfield : Garfield / Garzooka
- 2014 : One Piece : 3D2Y : Surmonter la mort de Ace ! : Byrnndi World
- 2011 : Tom et Jerry et le Magicien d'Oz : Droopy
- 2016 : Tom et Jerry : Retour à Oz : Droopy

#### Séries télévisées
- Richard Kind dans (10 séries) :
  - Spin City (1996-2002) : Paul Thomas Lassiter (145 épisodes)
  - Scrubs (2003-2004) : Harvey Corman (2e voix, saisons 3-4)
  - DOS : Division des opérations spéciales (2005) : Danton Murphy (saison 1, épisodes 9 à 11)
  - Stargate Atlantis (2006) : Lucius Lavin (saison 3, épisodes 3 et 13)
  - Mon oncle Charlie (2007) : Artie (saison 5, épisode 8)
  - Burn Notice (2010) : Marv (3 épisodes)
  - Mr. Sunshine (2011) : Rod McDaniel (3 épisodes)
  - NYC 22 (2012) : Geoff Arnhauldt[16] (saison 1, épisode 3)
  - The Good Wife (2013) : le juge Alan Davies (saison 5, épisode 6)
  - A Million Little Things (2019) : Seymour (saison 2, épisode 5)
- Steve Schirripa dans :
  - Les Soprano (2000-2007) : Bobby « Bacala » Baccalieri (53 épisodes)
  - La Vie secrète d'une ado ordinaire (2008-2013) : Léo Boykewich (110 épisodes)
  - Blue Bloods (2015-2024) : l'inspecteur Anthony Abetemarco (133 épisodes)
- Henry Winkler dans :
  - New York, unité spéciale (2002) : Edwin Todd / Edward Crandall (saison 3, épisode 20)
  - New York 911 (2004) : Lester Martin (3 épisodes)
  - Medical Police (2020) : Sy Mittleman (épisodes 1 et 9)
- James Handy dans :
  - New York Police Blues (1993-1995) : le commandant Haverill (7 épisodes)
  - Édition spéciale[17] (2002) : Jack Barnes (5 épisodes)
- Michael Chiklis dans :
  - Papa s'en mêle (2000) : Chris Woods (15 épisodes)
  - Winning Time: The Rise of the Lakers Dynasty (en) (2022-2023) : Red Auerbach (12 épisodes)
- Vincent Laresca dans :
  - Weeds (2005-2006) : Alejandro (saisons 1, épisodes 8 à 10 puis saison 2, épisode 2)
  - Marvel : Les Agents du SHIELD (2013) : Tony Diaz (saison 1, épisode 6)
- Gilbert Gottfried dans :
  - Hannah Montana (2008) : Barney Bittman (saison 2, épisode 22)
  - New York, unité spéciale (2012) : Leo Gerber (saison 13, épisodes 9 et 11)
- 1979-1983 : "CHiPs" : l'agent Arthur « Grossie » Grossman (Paul Linke (en)) (2de voix, saisons 3 à 6 - doublage tardif)
- 1991-1992 / 1995-1997 : Beverly Hills 90210 : Mel Silver (Matthew Laurance) (1re voix) / Garrett Slan/Warren (David Bowe) (4 épisodes)
- 1991 / 2017 : Twin Peaks : le directeur-adjoint Gordon Cole (David Lynch) (18 épisodes)
- 1992-1996 : Un drôle de shérif : le principal Michael Oslo (Roy Brocksmith) (20 épisodes)
- 1994-1998 : Seinfeld : Newman (Wayne Knight) (2e voix, saisons 6 à 9)
- 1994-1999[18] : Sister, Sister : Ray Campbell (Tim Reid) (119 épisodes)
- 1995-1998 : Une fille à scandales : Dave Fontaine (Mark Roberts) (51 épisodes)
- 1997-1999 : L'Équipe de Rêve : Frank Patcham (John Salthouse) (141 épisodes)
- 1997-2000 : Sabrina, l'apprentie sorcière : Roland (Phil Fondacaro) (5 épisodes)
- 1998-2002 : Tout le monde aime Raymond : Bill Parker (David Hunt) (3 épisodes)
- 1998-2003 : Becker : Bob (Saverio Guerra) (90 épisodes)
- 1999 : Stargate SG-1 : Aris Boch, le chasseur de primes (Sam J. Jones) (saison 3, épisode 7)
- 1999-2001 : The Practice : Donnell et Associés : Richard Bay (Jason Kravits) (saisons 4 à 5, 31 épisodes)
- 1999-2001 : Nash Bridges : Boz Bishop (Christian Meoli (en)) (2e voix - saisons 5 et 6, 5 épisodes)
- 1999-2005 : Charmed : Sam Wilder (Scott Jaeck) (saison 2, épisode 8 ; saison 5, épisode 9 et saison 8, épisode 7)
- 2000-2001 : Washington Police : l'inspecteur Danny « Mac » McGregor (David O'Hara) (23 épisodes)
- 2001-2002 : Sept à la maison : Doc (Ron Zimmerman) (5 épisodes)
- 2002-2004 : The Shield : Pazi Arambula (Luis Saguar) (saison 1, épisode 12) et Henry (Hunter Bodine) (saison 3, épisode 1)
- 2003 : Preuve à l'appui : Martin Vezned (Bernard White) (saison 2, épisode 22)
- 2003 : NCIS : Enquêtes spéciales : l'agent William Baer (Gerry Becker) (saison 1, épisode 1)
- 2004 : Les Frères Scott : Jimmy James (Huey Lewis) (saison 2, épisodes 1 et 2)
- 2004 : État d'alerte : Raffi Mustafa (Farzad Sadrian) (mini-série)
- 2004-2005 : Le Monde de Joan : Dieu « Éboueur » (Louis Mustillo) (4 épisodes)
- 2005 : Ma famille d'abord : Bobbie Shaw (Katt Williams) (3 épisodes)
- 2005 : Ghost Whisperer : Bob Mittleman (Matt Champagne) (saison 1, épisode 12)
- 2005 : Into the West : Stobridge (Clayton Rohner) (mini-série)
- 2005-2007 : Police maritime : Pietro Melluso (Frank Crudele) (38 épisodes)
- 2008 : Cashmere Mafia : ? (?)
- 2010-2014 : Raising Hope : Wally Phipps (Lou Wagner) (8 épisodes)
- 2015 : The Americans : Maurice (Thaddeus Daniels)
- 2016 : Life in Pieces : Gary Timpkins (Martin Mull) (saison 1, épisodes 8 et 12)
- 2017 : Shots Fired : le shérif Daniel Platt (Will Patton) (mini-série)
- 2017-2018 : The Deuce : Bernie Wolf (Stephen Gevedon) (5 épisodes)
- 2017-2019 : Unbreakable Kimmy Schmidt : Artie Goodman (Peter Riegert) (9 épisodes)
- 2017-2019 : Les Enquêtes de Vera : George Wooten (Steve Evets) (3 épisodes)
- 2017-2022 : Snowfall : Avi Drexler (Alon Abutbul) (25 épisodes)
- 2018-2022 : 9-1-1 : Dwight Meyerson (Rick Chambers) (5 épisodes)
- 2019 : Atiye : Celal (Ismail Karagöz) (saison 1, épisodes 1 et 3)
- 2019 : See : Cutter (Timothy Webber) (2e voix)
- 2019 : Mr. Mercedes : Stan McNair (Don Stallings) (saison 3, épisode 1)
- 2019-2021 : Pennyworth : John Ripper (Danny Webb) (11 épisodes)
- 2022 : La Unidad : Manuel (Enric Benavent)
- 2023 : The Rookie : Le Flic de Los Angeles : Frank Tesca (Michael Rooker) (saison 5, épisodes 20 et 21)
- 2023 : Yu Yu Hakusho : ? (?)
- 2023 : Gotham Knights : Joe Chill (Doug Bradley) (saison 1, épisode 6)
- 2025 : NCIS : Enquêtes spéciales : Martin Alonzo (Daniel Zacapa) (saison 22, épisode 11)

#### Séries d'animation
- 1940-1964[n 1] : Bugs Bunny : Bugs Bunny
- 1943-1958[n 2] : Droopy : Droopy
- 1976 : Les Aventures de Gédéon : voix diverses
- 1988 : Gu Gu Ganmo : le voleur (épisode 3)
- 1988 : Karine, l'aventure du Nouveau Monde : M. Pettiwell
- 1988 : Les Bisounours (version Nelvana) : Bestiole
- 1989 : Princesse Saphir : Lord Macédoine (2d doublage, épisodes 1-12)
- 1989 : Ken le Survivant : Shew (2e voix) / Raoul (épisodes 67-69)
- 1991 : Dragon Ball : Yamcha (voix de remplacement, épisodes 71-75)
- 1991-1992 : Les Jumeaux du bout du monde : le presque-grand Sabatier (voix principale), Koung Li (derniers épisodes)
- 1992 : Dragon Ball Z : Raditz
- 1992 : Ren et Stimpy : Ren (2e voix)
- 1992 : Les Aventures de Carlos : Oscar
- 1992 : Christophe Colomb[19] : rôles divers
- 1992 : Omer et le fils de l'étoile : divers Tarches
- 1992 : Widget : voix additionnelles
- 1993 : Les Voyages de Corentin : voix additionnelles
- 1993 : La Famille Addams : le valet
- 1993 : Les Animaux du Bois de Quat'sous : Brute / Sinueux
- 1994 : Les Enfants du Mondial[20] : voix diverses
- 1995 : 20 000 Lieues dans l'espace : voix additionnelles
- 1995 : Beethoven : Sparky
- 1995 : Robinson Sucroë : Uglyston
- 1995 : Les Cow-Boys de Moo Mesa : Dakota Dude
- 1995 : Super Zéro : Die Fledermaus et El Seed
- 1995-1996 : Gargoyles, les anges de la nuit : Broadway et Fang
- 1995-1996 : Rocko's Modern Life : Rocko (2e voix)
- 1996 : Black Jack : le chauffeur de taxi (OAV 10 - 2d doublage, 2007)
- 1996 : ReBoot : Turbo (saison 3), Cyrus (saison 3), Powerlock, Herr Doctor (épisode 1, saison 3)
- 1996 : Wild C.A.T.S : Le Commando Galactique : Jacob Marlowe, Lord Emp, Majestic
- 1996-1997 : Spider-Man, l'homme-araignée : Herbert Landon, Shocker, Captain America, Nick Fury, Daredevil, rôdeur
- 1997 : C Bear et Jamal[21] : C Bear
- 1997 : Les Kikekoi[22] : Zygo, Scopo, Basalte, Kwak, l'oiseau rose
- 1997 : Un garçon formidable[23] : le maraîcher (épisode 44), le comédien (épisode 45)
- 1997 : Mighty Ducks : Zork, Guy Bert
- 1997-1998 : Superman, l'Ange de Metropolis : Mr Mxyztplk / Mère-Grand (2e voix)
- 1998-1999 : Hercule : Philoctète
- 1998 : Dragon Ball GT : Tortue Géniale, Freezer
- 1998 : Papyrus : Bebo, le Vizir, Sebek
- 1998 : Jim Bouton (série animée)[24] : voix diverses
- 1998-2000 : Décode pas Bunny : Bugs Bunny (2e voix)
- 1998-2005 : Ça cartoon : Bugs Bunny (2e voix)
- 1999 : Animaniacs : Bugs Bunny (épisode 91)
- 1999 : Bêtes à craquer : Gnou, le crocodile et voix additionnelles
- depuis 1999 : Les Griffin : Cleveland Brown, Carter Pewterschmidt (depuis la saison 4), Dr Elmer Hartman, la Mort, Dieu, Horace, Jésus-Christ, Seamus Levine, le juge, le principal Shepard, James Woods (saison 4) et voix additionnelles
- 2000 : Digimon Adventure : Wargreymon, Leomon, Demidevimon, Puppetmon, Wizardmon, Machinedramon, Apocalymon
- 2000 : Les Aventures de Skippy : Croco
- 2001 : Digimon Adventure 02 : Gekomon (épisode 15)
- 2001 : Les Nouvelles Aventures de Lucky Luke : Joe Dalton
- 2001 : Shinzo : Kutal
- 2001-2003 : Moumoute, un mouton dans la ville : le savant colérique, le râleur de service
- 2001-2008 : Bunny et tous ses amis : Bugs Bunny
- 2002 : Digimon Tamers : Maildramon (épisode 1) / un policier (épisode 8)
- 2002 : Kim Possible : Heinrich (épisode 1)
- 2003 puis 2014 : One Piece : voix diverses (1er doublage), le roi Riku (1re voix) (2d doublage)
- 2003 : Les Plus beaux contes d'Andersen[25] : voix diverses
- 2003 : Sam le pompier : le commandant Steele, Trevor
- 2003 : Noir : Nazarov, Salvatore
- 2003 : The Soultaker[26] : Richard Vincent, Dr Kyoya, Zabo
- 2004-2006 : Cool Attitude : Magic Kelly (2e voix)
- 2005 : Toupou : Schubert Schoops, le gardien-chef de Central Park
- 2005 : Dragon Booster : Connor Penn / Morris
- 2005 : La Nouvelle Panthère Rose : l'homme-vaudou
- 2005-2007 : Yakari : personnages secondaires / animaux
- 2006 : Monster : Dr Becker / M. Telmar (épisode 49)
- 2006-2008 : Kuzco, un empereur à l'école : Imatcha
- 2007 : Chadébloc : M. Blik
- 2007 : Hinamizawa, le village maudit : Kuraudo Ôichi
- 2007 : Genshiken : Haraguchi
- 2007 : Haruka, dans une époque lointaine : Abe no Seimei (1re voix)
- 2007 : MÄR : Edo
- 2008-2009 : Des baskets dans l'assiette : Bugs Bunny (création de voix)
- 2008 / 2012 : La Mélancolie de Haruhi Suzumiya : Shamisen
- 2008-2016 : Garfield et Cie : Garfield
- 2008-2022 : Quoi de neuf Bunny ? (anciennement Bunny Tonic) : Bugs Bunny (présentation)
- 2008-2024 : Wakfu : Rubilax, Ratafouine, Dieu Enutrof et voix additionnelles
- 2009 : Gundam 00 : Massoud Rachmadi
- 2010-2011 : Black Butler : Sir Arthur Randall, Henry Barrymore (épisode 7)
- 2010 : Gurren Lagann : le chef du village (épisodes 1 et 17), Tymilph (épisodes 7 et 8)
- 2011 : Youth Litterature : Hirame (La déchéance d'un homme) / le narrateur (Sous les fleurs de la forêt de cerisiers)
- 2011-2012 : Beelzebub : Behemot
- 2011-2014 : Looney Tunes Show : Bugs Bunny
- 2011-2019 : Fairy Tail : le comte Ebar, Bluenote, le maître Bob, Jude Heartfilia, Yajima, Lucky, Gran Doma, Hadès (1re voix), Jienma, Yeager et le roi des constellations
- depuis 2011[n 3] : Bob's Burgers : Jimmy Pesto, Mort (1re voix, saison 1), M. Frond, Dr Yap, Hugo, Jimmy Junior, Felix Fischoeder, Rudy le normal, Logan
- 2012 : Hunter × Hunter : Nétéro, Tôchan le raton-renard, Bizev, Loupe
- 2012 : MaxiMini : Staff
- 2013 : Star Wars : The Clone Wars : Kalani (épisodes 92 et 93)
- 2013 : Tiger et Bunny : Ben Jackson et le Pr Saito
- 2013 : Turbo FAST : voix additionnelles
- 2014 : Archer : Mannfred (saison 1)
- 2015 : Objectif Blake ! : Roy Cronk
- 2015-2020 : Bugs ! Une production Looney Tunes : Bugs Bunny
- 2016-2019 : La Garde du Roi lion : Chungu
- 2018-2023 : Scissor Seven : Dai Bo
- 2019 : Fourchette se pose des questions : Rhinoféroce
- 2019 : Dark Crystal : Le Temps de la résistance : SkekTek, le savant
- 2019-2020 : La Petite Mort : Pépé Mort (saison 2 et 3)
- 2019-2020 : Garfield Originals : Garfield (bruitages)
- 2019-2023 : Kengan Ashura : Katsumasa Hayami
- 2020 : Jujutsu Kaisen : le grand-père de Yuji (saison 1, épisode 1)
- 2020-2023 : Looney Tunes Cartoons : Bugs Bunny
- 2021 : Wolfboy et la fabrique de l'étrange : voix additionnelles
- 2021 : Super Crooks : Carmine
- 2021 : JoJo's Bizarre Adventure : Stone Ocean : le juge
- 2021 : Tom et Jerry à New York : Butch le chat
- 2021 : Bad Exorcist (pl) : voix additionnelles
- 2021-2023 : Valkyrie Apocalypse : Zeus
- depuis 2021 : Les Razmoket : Lou Cornichon
- 2022 : Thermae Romae Novae : le nouveau riche (Japon)
- 2022 : Les Kassos : Denver le dernier boomer, Dark Sidious
- 2022 : La Ligue des justiciers : Nouvelle Génération : le Général Zod
- depuis 2022 : Beavis et Butt-Head : voix additionnelles
- depuis 2022 : Bugs Bunny Constructeurs : Bugs Bunny
- 2023 : Vinland Saga : Gunnar (doublage Crunchyroll)
- 2023 : Pluto : Darius IXV
- 2023 : Onmyōji : Celui qui parle aux démons : Kaneie
- 2023 : Zom 100: Bucket List of the Dead : Masaru Kumano
- 2023 : Teen Titans Go! : Bugs Bunny (saison 8, épisodes 24 et 25)
- 2023 : Tiny Toons Looniversité : Bugs Bunny
- 2023 : Shangri-La Frontier : Vysache
- 2023-2024 : Véra : William Jones[n 4]
- 2024 : Gloutons et Dragons : Senshi
- 2024 : Metallic Rouge : le marionnettiste
- 2024-2025 : Fairy Tail: 100 Years Quest : Bob
- 2025 : My Happy Marriage : voix additionnelles (saison 2)

### Jeux vidéo
- 1997 : The Curse of Monkey Island : le capitaine Barbeblonde
- 1998 : Grim Fandango : Bruno Martinez / Salvador Limones / Membrillo / Slisko
- 1999 : Kingpin: Life of Crime : la voix de l'interphone du Pawn-o-Matic
- 1999 : Legacy of Kain: Soul Reaver : gardien du Tombeau, Dumah, Moébius
- 1999 : Star Wars, épisode I : La Menace Fantôme : un marchand de Mos Espa, Boss ferailleur
- 1999 : Bugs Bunny : Voyage à travers le temps : Bugs Bunny
- 2000 : Diablo II : voix additionnelles
- 2000 : Alundra 2 : Une légende est née : Zeppo le pirate, Mutox le taureau, Nunugi le ninja et voix additionnelles
- 2000 : Les Saisons de Petit Ours Brun : Papa Ours
- 2000 : Looney Tunes Racing : Bugs Bunny
- 2000 : Space Race : Bugs Bunny
- 2000 : Bugs Bunny et Taz : La Spirale du temps : Bugs Bunny, les ennemis et voix additionnelles
- 2001 : Black and White : certains villageois
- 2001 : Jak and Daxter: The Precursor Legacy : Gol, Sage Jaune
- 2002 : Donald Duck : Qui est PK ? : PK
- 2002 : The Elder Scrolls III: Morrowind : les Khajiits
- 2002 : Kingdom Hearts : Philoctète
- 2002 : Spider-Man : le narrateur
- 2002 : Loons: Le Combat pour la Gloire : Bugs Bunny
- 2003 : Les Looney Tunes passent à l'action : Bugs Bunny
- 2003 : Le Monde de Nemo : Enclume
- 2004 : The Getaway: Black Monday : Arthur
- 2004 : Halo 2 : l'officier de l'armurerie
- 2004 : Spider-Man 2 : le narrateur
- 2005 : Jade Empire : Montagne Souriante ; Gujin le maître d’armes ; Six Cieux l’érudit ; Lance Agile ; Gi le technicien
- 2005 : Kingdom Hearts 2 : Philoctète
- 2006 : The Elder Scrolls IV: Oblivion : Sheogorath (dans l'extension Shivering Isles)
- 2006 : Gears of War : Colonel Victor Hoffman
- 2006 : Viva Piñata : Jardiniero
- 2006 : Ankh : Farelmatu / Gordon / Tarok
- 2007 : Crackdown : la voix off
- 2007 : Looney Tunes: Acme Arsenal : Bugs Bunny
- 2007 : Mass Effect : Harkin
- 2008 : Gears of War 2 : Colonel Victor Hoffman
- 2008 : Ratchet and Clank: Quest for Booty : voix additionnelles
- 2008 : Looney Tunes : Cartoon Concerto : Bugs Bunny
- 2008 : Les Fous du Volant: Battle Party : Satanas
- 2009 : Brütal Legend : le Gardien du metal / Dadbat
- 2009 : Destroy All Humans! En route vers Paname ! : ?
- 2009 : Dragon Age: Origins : voix additionnelles
- 2009 : Risen : Maître Vitus, Rhobart
- 2009 : Forza Motorsport 3 : la voix off des menus
- 2009 : League of Legends : Rumble
- 2009 : Anno 1404 : Giovanni di Mercanti
- 2009 : Cars: Race-O-Rama : le premier élève de Chick Hicks
- 2010 : Fallout: New Vegas : Tabitha et Rhonda
- 2010 : Mafia II : un des gardes du pénitencier
- 2010 : Mass Effect 2 : Harkin
- 2011 : Driver: San Francisco : voix additionnelles
- 2011 : Gears of War 3 : le colonel Victor Hoffman
- 2011 : The Witcher 2: Assassins of Kings  : Yarpen Zigrin et le troll de Flotsam
- 2011 : Star Wars: The Old Republic  : Major Bessiker et Var Suthra
- 2011 : Kinect Disneyland Adventures : Barbe Noire et le fantôme de Splash Mountain
- 2012 : Frobisher Says!
- 2012 : Skylanders: Giants : Ghost Roaster
- 2013 : BioShock Infinite : Cornelius Slate
- 2013 : S.K.I.L.L. Special Force 2 : voix additionnelles
- 2013 : Skylanders: Swap Force : Ghost Roaster
- 2014 : Disney Infinity: Marvel Super Heroes : Rocket
- 2014 : Sunset Overdrive : Fizzie et Scab
- 2016 : World of Warcraft: Legion : Ragnvald Drake-Né
- 2016 : Gears of War 4 : le colonel Victor Hoffman
- 2017 : Mass Effect: Andromeda : Nakmor Drack
- 2017 : La Terre du Milieu : L'Ombre de la guerre : voix additionnelles
- 2018 : Far Cry 5 : la voix des missions cascades
- 2018 : Lego DC Super-Vilains : Klarion, le Roi des Condiments / voix additionnelles
- 2018 : Thronebreaker : Barnabas Beckenbauer
- 2019 : Crackdown 3 : voix off
- 2019 : Borderlands 3 : Wainwright Jakobs
- 2020 : Shady Part of Me : l'Autre
- 2021 : Resident Evil Village : le Duc
- 2021 : Les Gardiens de la Galaxie : voix additionnelles
- 2022 : Dying Light 2 Stay Human : ?
- 2022 : Lost Ark : Émissaire du régent
- 2022 : MultiVersus : Bugs Bunny
- 2022 : Cookie Run: Kingdom : Cookie Prophète
- 2022 : Final Fantasy XIV: Endwalker : Scarmiglione
- 2023 : Final Fantasy XVI : Quentin et Talbott
- 2024 : Final Fantasy VII Rebirth : voix additionnelles

### Autres activités liées

#### Direction artistique de séries télévisées
- 1993-2002 : La Brigade du courage (saisons 6-14, co-direction avec Jean-François Kopf et Marc Bretonnière[27])
- 1997-2007 : L’Équipe de rêve[28]
- 1998-2004 : Becker[29]
- 1999-2005 : Les Condamnées (saisons 1-7, co-direction avec Marc Bretonnière[30])
- 2002 : Édition spéciale[31]
- 2002-2005 : Le Monde de Tracy Beaker[32] (co-direction avec Marc Bretonnière)
- 2004-2006 : Darcy[33]
- 2005-2008 : South of Nowhere[34]
- 2008-2010 : Buzz Mag[35]

#### Attractions
- Attention Menhir au Parc Astérix (en 2019) : voix d'Ordralphabétix[36]

#### Musique
- 2024 : JVLIVS Prequel : Giulio de SCH sur les morceaux La recette, La renaissance et L'opinel